# Roggio
Roggio is een plaats (frazione) in de Italiaanse gemeente Vagli Sotto.